# Karin Detert-Weber
Karin Detert-Weber (* 9. Juni 1957 in Osnabrück) ist eine deutsche Politikerin (SPD).
Detert-Weber besuchte zunächst die Volksschule in Schledehausen im Landkreis Osnabrück, später die Agnes-Miegel-Realschule
und das St. Angela-Gymnasium, ebenfalls in Osnabrück. Sie war in der Stadtverwaltung beschäftigt, zuletzt als Fachbereichsleiterin für Personal und Organisation.
Sie ist Mitglied der Gewerkschaft ÖTV und in der Frauenbewegung seit 1980 aktiv. Seit dem Jahr 1986 ist sie Parteimitglied der SPD. Sie wurde zur Vorsitzenden des Ortsvereins Neustadt-Schölerberg Nahne gewählt und zudem des Unterbezirkes der Arbeitsgemeinschaft Sozialdemokratischer Frauen in Osnabrück-Stadt.
Detert-Weber war in der zwölften Wahlperiode Mitglied des Niedersächsischen Landtages vom 21. Juni 1990 bis 20. Juni 1994.

## Quelle
- Barbara Simon: Abgeordnete in Niedersachsen 1946–1994. Biographisches Handbuch. Hrsg. vom Präsidenten des Niedersächsischen Landtages. Niedersächsischer Landtag, Hannover 1996.